# ヨルダンカ・ファンダコヴァ
- ヨルダンカ・ファンダコヴァ
- ヨルダンカ・ファンダコバ
- ヨルダンカ・ファンダコーヴァ

ヨルダンカ・アセノヴァ・ファンダコヴァ（ブルガリア語: Йорданка Асенова Фандъкова、ラテン文字転写の例: Yordanka Asenova Fandakova、1962年4月12日 - ）は、ブルガリアの政治家、教師である。ソフィア市長（在任期間: 2009年11月23日 - 2011年10月6日、2011年11月8日 - ）。教育・青年・科学大臣（在任期間: 2009年7月27日 - 2009年11月19日）。ドイツ連邦共和国功労勲章一等功労十字章を受章している。「ファンダコヴァ」は「ファンダコバ」「ファンダコーヴァ」とも表記される。

## 経歴

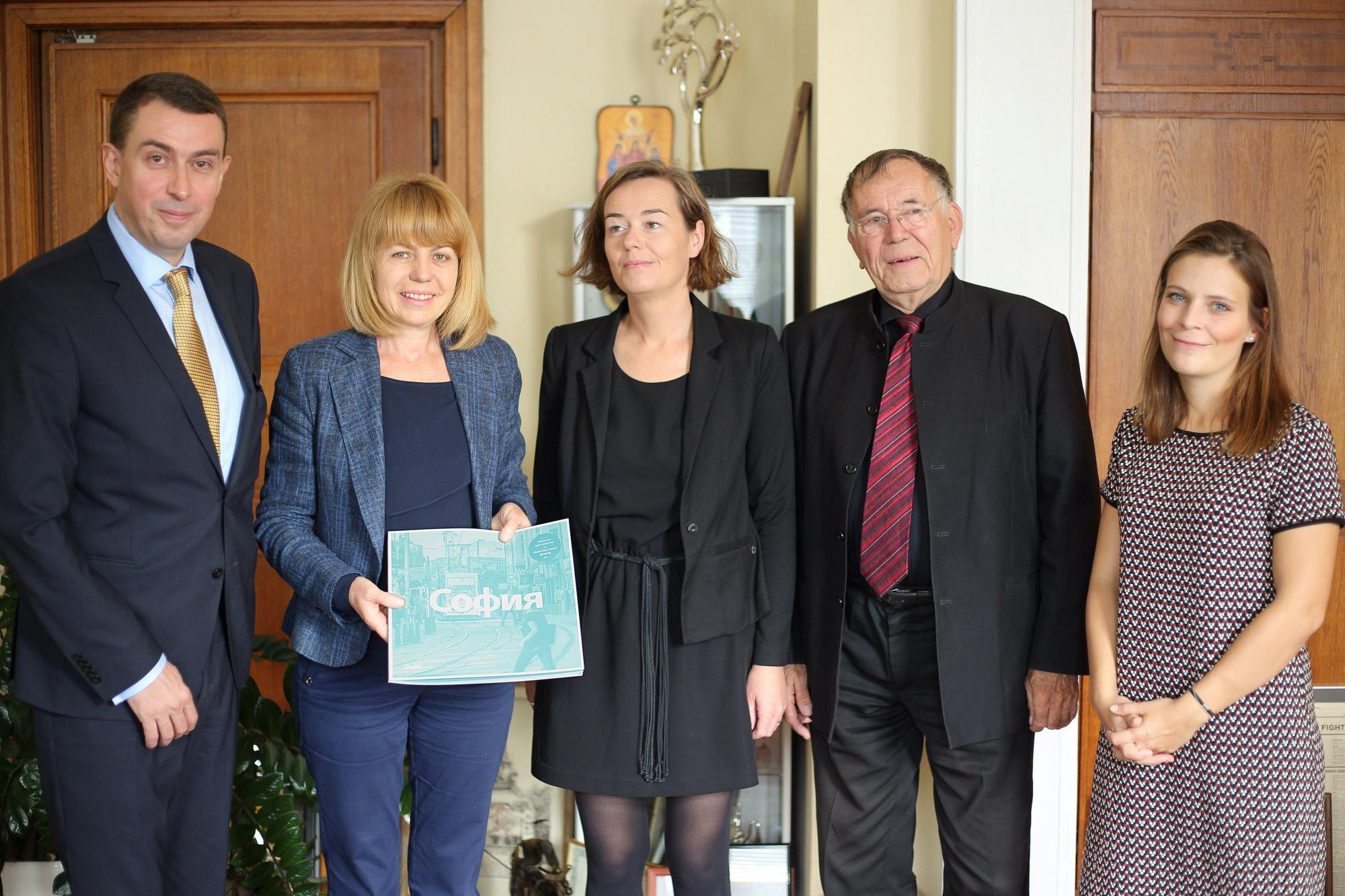
建築家のヤン・ゲールらと（2017年11月21日）

1962年、ブルガリア人民共和国・ソフィア州のサモコフに生まれる。ソフィアの第35ロシア語高校「ドブリ・ボイニコフ」を卒業する。ソフィア大学「聖クリメント・オフリドスキ」をロシア語学の学位を取得して卒業する。1985年から1995年まで、ソフィアの第73高校「ヴラディスラフ・グラマティク」の教師を務める。1998年から2005年にかけて、同校の校長を務める。
2005年12月から2009年7月5日にかけて、ソフィアの副市長（教育・文化・スポーツおよび依存症予防担当）を務める。2009年3月には、日本の外務省の招待により来日し、当時外務大臣政務官を務めていた西村康稔を表敬訪問している。同年7月5日、第41回国民議会の議員選挙において政党「ヨーロッパ発展のためのブルガリア市民」(GERB) から国会議員に選出される。同月27日、ボイコ・ボリソフ内閣において教育・青年・科学大臣（現在の教育科学大臣）に就任する。
2009年11月15日に行われたソフィア市長選挙にGERBから出馬し、64.3パーセントの得票率を獲得し当選する。ファンダコヴァは、ソフィア市長に就任した初めての女性となった。2011年10月23日に行われたソフィア市長選挙において、53.31パーセントの得票率を獲得し当選する。2014年、ドイツ連邦共和国功労勲章一等功労十字章を受章する。2015年10月に行われたソフィア市長選挙において、60.17パーセントの得票率を獲得し当選する。2019年11月に行われたソフィア市長選挙において、49.98パーセントの得票率を獲得し当選する。

## 保有資格
- 教員免許2級（プーシキン記念ロシア語大学）[13][4]
- 教育科学省およびアンスティチュ・フランセ（英語版）のプログラムにおけるトレーナーディレクター[13][4]
- 教育科学省、ゲーテ・インスティトゥートおよびクルトゥールコンタクト オーストリアの教育管理に関する資格[13][4]